# Forcom Antwerpen
Forcom Antwerpen was een Belgische zaalvoetbalclub uit Berchem.

## Historiek
De club werd initieel opgericht als Sparta Merksem onder stamnummer AO0186 door Jill Elegeer, Jean Callewaert en Luc Stevens. Later groeide de club onder de naam Victor Aluminium Berchem uit tot een topclub in de eerste nationale van het zaalvoetbal. Na het overlijden van sponsor Jacques Victor fuseerde de club met Gildenhuis Ranst en werd de naam gewijzigd in Transport Lauwers Ranst. TL Ranst promoveerde in 1997 naar eerste nationale. In de seizoenen 1999-'00 en 2002-'03 slaagde deze club erin de Beker van België te winnen. De club werd nadien TL Ranst-Antwerpen of TLR Antwerpen. In 2004 werd de naam gewijzigd in Forcom Antwerpen. De club stond in deze periode onder het leiderschap van Rudi Lauwers en onder meer Edwin Grünholz werd aangetrokken.
In 2007 werd de club voor het eerst landskampioen en verdween ze door een fusie met ZVC Borgerhout. De nieuwe club nam de naam aan van Futsal Topsport Antwerpen. Het stamnummer A05736 van Borgerhout werd hierbij aangehouden.
In september 2008 kwam de club in opspraak wegens witwaspraktijken, waarbij ook politie-inspecteurs werden aangehouden. In deze zaak werden in juni 2011 38 personen door de raadkamer doorverwezen naar de correctionele rechtbank, waaronder Karim Bachar, Tanja Smit, acht politiemensen, verschillende bestuursleden, spelers en sponsors. Het feitelijk proces vond plaats in maart 2014. Er werden 14 personenen vrijgesproken, waaronder Karim Bachar en Tanja Smit. Vijf anderen kregen opschorting van straf. De voormalige bestuurder die de fraudecarrousel op poten had gezet kreeg een celstraf van 2 jaar effectief en een boete van 4.000 euro.

## Palmares
- Landskampioen: 2007
- Beker van België[12]: 2000, 2003

## Bekende spelers
- Yassin Achabar
- Karim Bachar
- Edwin Grünholz[13]